# بند بن قاسم‌آباد
بندبن یا بند بن در شکل محلی بندبون، محله ای در روستای قاسم آباد از توابع بخش چابکسر شهرستان رودسر در استان گیلان ایران است.

## آثار تاریخی
این محله که در روستای قاسم آباد قرار دارد ، قلعه بندبن در آن قرار دارد که در زمان ساسانیان برای دفاع از حملات دشمنان است. این قلعه ابتدا بزرگتر شکل حالش بوده اما به دلیل حفاری ها به دلیل پیدا کردن گنج بخش بزرگی از آن نابود شده است. 